# Masalia leucosticta
Heliothis leucosticta là một loài bướm đêm trong họ Noctuidae.